# Codex Purpureus Beratinus

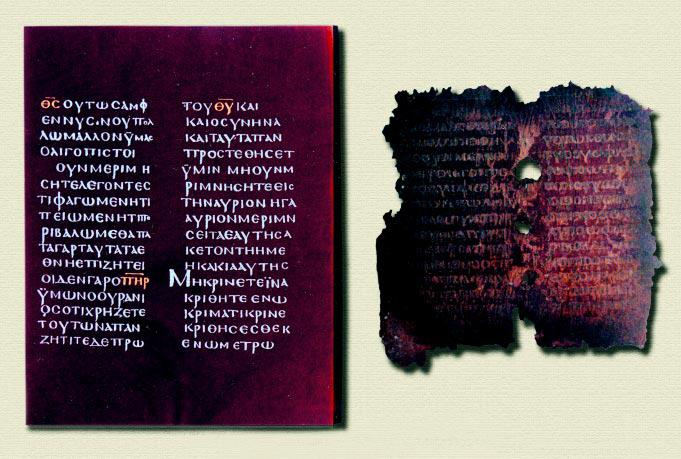
Codex Beratinus 1

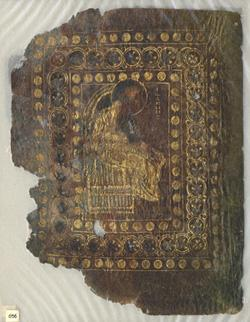
Codex Beratinus 2

Codex Purpureus Beratinus se compose de deux Évangiles (Codex) très anciens découverts à Berat (Albanie), « Beratinus-1 » (Gregory-Aland no. Φ ou 043) du VIe siècle et « Beratinus-2 » (Gregory-Aland no. 1143) du IXe siècle, faisant tous deux partie des sept « Codex pourpres » ayant survécu jusqu’à nos jours. Deux des « Codex pourpres » sont situés en Albanie, deux autres en Italie, un en France, un en Angleterre et le dernier à Athènes.

## Beratinus 1
« Beratinus-1 » – VIe siècle – est constitué de 190 pages, la majeure partie de l'Évangile selon Matthieu et l'Évangile selon Marc, est un Évangile manuscrit en lettres onciales, en majuscules,. Il représente un des trois ou quatre archétypes les plus anciens du Nouveau Testament, témoignage de référence du développement de la littérature biblique et liturgique dans le monde. 

## Beratinus 2
« Beratinus- 2 » – IXe siècle – est constitué de 420 pages, contient des textes d’Évangile de la période des textes standard. Certains paragraphes sont en écriture semi-onciale. D’après son style et son ancienneté, il est comparable au Codex Gr. 53 (Petersbourg). Il contient les quatre Évangiles complets. 
Les deux codex albanais constituent une base de grande importance pour la communauté mondiale et le développement de la vieille littérature biblique, liturgique et hagiographique. Les sept « Codex pourpres » se suivent l’un et l’autre durant treize siècles, à savoir du VIe au XVIIIe siècle. Les deux codex représentent une des plus importantes richesses du patrimoine culturel de l’Albanie.